# LET'S ONDO AGAIN
『LET'S ONDO AGAIN』（レッツ・オンド・アゲン）は、1978年11月25日に発売された大瀧詠一プロデュースによるNIAGARA FALLIN' STARSのスタジオ・アルバム。

## 解説
オリジナル・タイトルは『多羅尾伴内楽團 Vol.III』。アーティスト名は“NIAGARA FALLIN' STARS”だが、一般的には大滝詠一のオリジナル・アルバムのひとつとして挙げられる。
大滝自身の解説によると、前年の『NIAGARA CALENDAR'78』が全くの不発に終わり、レーベルとしても会社としても「もはやこれまで」という状況で、最後に作り上げた作品だという。このアルバムも発売当時は「初回プレスが1500枚で、数百枚しか売れなかった」という。結果的に、第一期ナイアガラ・レーベルとして最後のアルバムとなった。
コミック・ソングやパロディ・ソング（替え歌）に加え、ヒット曲や洋楽ナンバー（「レッツ・ツイスト・アゲイン」）を音頭化した楽曲で構成されている。ゲストとして、ナイアガラ関連ではお馴染みの布谷文夫やオシャマンベ・キャッツに加え、漫才コンビの星セント・ルイスやプロデビュー前のシャネルズ（のちのラッツ&スター）なども参加している。
本作ではレコーディング・エンジニアを日本コロムビアの後藤博に任せ、笛吹銅次（大滝のエンジニアとしての変名）はミックスダウン作業のみ行った。これにより自身が楽曲制作に集中できた経験が、その後のCBS・ソニー時代に全て外部のエンジニアに任せる理由ともなったという。
なお、収録曲のうちピンク・レディーのヒット曲「渚のシンドバッド」の替え歌である「河原の石川五右衛門」については、ピンク・レディーの事務所側からの発表許可が下りず、オリジナル盤では収録が見送られている（歌詞のみライナーノーツに掲載）。
1987年に初CD化（スリムケース収納）された際は『LET'S ONDO AGAIN SPECIAL』として発売されたが、「337秒間世界一周」、「空飛ぶカナヅチ君」、「ハンド・クラッピング音頭」は未収録となり、オリジナル盤とは収録内容が大幅に異なった。
ナイアガラ30周年事業においてリマスター盤が発売されなかったことについて、大滝は2010年1月の「山下達郎のサンデー・ソングブック」の新春放談にて、そのことを指摘されるまで「忘れていた」と話していた。その後、2011年3月21日発売のボックス・セット『NIAGARA CD BOOK I』にてリマスター盤が収録された。

## 収録曲

### SIDE 1
1. 峠の早駕籠 / 多羅尾伴内楽團  –  (1:30)
  - 作曲：海沼実 / 編曲：多羅尾伴内

童謡「お猿のかごや」を、ビリー・ヴォーン楽団の「峠の幌馬車」の譜割りでカバーした曲。駕籠屋の掛け声はベースの六川正彦、光永巌。
2. 337秒間世界一周 / 多羅尾伴内楽團  –  (5:37)
  - 作曲：大瀧詠一 / 編曲：多羅尾伴内

オリジナルの演奏時間が5分37秒（337秒）であることにちなむタイトル。ライナーノーツに「演奏：駒沢裕城と世界一周パック団」と記されているように駒沢裕城のペダル・スティール・ギターをフィーチャーして、世界各地の音楽の典型的なメロディー、イントロを繋ぎ合わせた曲。2014年に公開された映画「わたしのハワイの歩きかた」挿入歌として使用されている。
3. 空飛ぶカナヅチ君 / 宿霧十軒  –  (2:45)
  - 作詞・作曲：大瀧詠一 / 編曲：多羅尾伴内

ここでようやくボーカル曲の登場となる。1977年発売のアルバム『NIAGARA CALENDAR』収録収録曲「泳げカナヅチ君」の続編（「宇宙編」）。
4. 烏賊酢是!此乃鯉 / Each Ohtaki  –  (2:14)
  - 作詞・作曲・編曲：多羅尾“Elvis”伴内

大瀧のファースト・アルバム『大瀧詠一』収録曲「いかすぜ!この恋」をリメイクしたもの。このバージョンを同じエルヴィスファンの西田敏行がカバーしている。
5. アン・アン小唄 / 山形かゑるこ  –  (3:12)
  - 作詞：伊藤アキラ / 作曲：大瀧詠一 / 編曲：矢野誠

演歌調のナンバーで、後に山田邦子や玉川カルテットがカバーしている。元々は演歌歌手の小高桂子に提供する予定で用意された曲であったが、彼女の突然の引退により未発表となっていた。小高版は「あんあんストリート」のタイトルで2023年3月21日発売『大滝詠一 NOVELTY SONG BOOK/NIAGARA ONDO BOOK』のDISC 2『NIAGARA ONDO BOOK』に世に出ていたらシングル盤のA面となっていた中原理恵のシングルとして世に出た「風が吹いたら恋もうけ」と共に収録され、日の目を見た。本アルバムに収録の際、原作詞者の伊藤アキラが再度詞の手直しをして、編曲もオリジナルと同じ矢野誠に依頼した。コーラスはブレッスン・フォーとオシャマンベ・キャッツ。塚越孝も塚たんくろう名義で別歌詞バージョン（伊藤アキラが担当）の「アンアンTEACHER」をリリースしている。
6. ピンク・レディー / モンスター  –  (2:45)
  - 作詞・作曲・編曲：多羅尾伴内 / Strings & Horn Arr. 井上鑑

ピンク・レディーのトリビュートソング。アーティスト名の「モンスター」もピンク・レディーのシングル曲タイトルであるが、ライナーノーツに「正式には「後藤博とモンスター」といい」と記されているように、日本コロムビアでナイアガラ・カタログのアシスタント・エンジニアを担当していた後藤博が、デビュー前のシャネルズ（後のラッツ&スター）と共にボーカルに参加している。実際にピンク・レディーのレコーディングメンバーである井上鑑、金田一昌吾、宗台春男が顔を揃えた事がこの歌が生まれた切っ掛け。2023年3月21日発売の『大滝詠一 NOVELTY SONG BOOK/NIAGARA ONDO BOOK』のDISC 1『NOVELTY SONG BOOK』に大瀧とモンスター名義でセルフカバーが収録された。
クリス松村が2015年12月1日放送の『開運!なんでも鑑定団』に出演した際、アルバム発売当時にプロモーション用に制作された非売品のアナログ盤を持参。鑑定額は20万円だった[3]。

### SIDE 2
1. ハンド・クラッピング音頭 / イーハトブ田五三九  –  (4:23)
  - 作詞・作曲・編曲：大瀧詠一 / Horn Arr. 矢野誠

1975年発売のアルバム『NIAGARA MOON』に収録されている楽曲「ハンド・クラッピング・ルンバ」を音頭調にアレンジしたもので、歌詞も変更されている。ゲストとして星セント・ルイスが参加している。エンディングで「もしもし亀よ」と力唱しているのは布谷文夫、それに続き「ハーイ、コンニチハ」と叫んでいるのは「ハワイ出身のDJ、ブノキア・チブメカ」としてラジオ番組『ゴー・ゴー・ナイアガラ』にも何度か出演していた亀渕昭信（当時ニッポン放送編成部長）。
2. 禁煙音頭 / 竜ヶ崎宇童  –  (2:51)
  - 作詞：新井武士 / 改詞：大瀧詠一 / 作曲：宇崎竜童 / 編曲：多羅尾伴内

ダウン・タウン・ブギウギ・バンドの「スモーキン・ブギ」を音頭調にアレンジし、さらに替え歌にしたもの。シャネルズとしてデビュー前の鈴木雅之と佐藤善雄が参加。このほか、BUZZ、山下達郎、宿霧十軒がコーラスで参加しており、山下は間奏でも「煙が目にしみる」を歌おうとして咳き込んでいる。
3. 呆阿津怒哀声音頭 / 蘭越ジミー  –  (6:24) [注 3]
  - 作詞・作曲：礼茶亜留守 / 編曲：多羅尾伴内

レイ・チャールズの「ホワッド・アイ・セイ」を音頭調にカバーした曲。コーラスにはオシャマンベ・キャッツが参加しているほか、ガヤガヤのシーンでは星セント・ルイスが「ハンド・クラッピング音頭」に続き特別参加している。歌詞は元歌が日本語のように聞こえる一部分を除き、すべて表音による当て字の漢字（日常は使用することのない漢字も意図的に多く含まれている）になっている。
4. Let's Ondo Again / アミーゴ布谷  –  (5:02)
  - 作詞・作曲：M.Appell, K.Mann / 訳詞：大瀧詠一 / 編曲：多羅尾伴内

チャビー・チェッカーのヒット曲「レッツ・ツイスト・アゲイン」を音頭調にカバーして、各コーラスの最後に「ナイアガラ音頭」の英訳（直訳。英文としては不正確）をつなげた楽曲。コーラスはブレッスン・フォーと新津幸子社中。1992年に細川たかしがカバーしている。
オリジナルのLPでは曲終了後風呂から上がる音が入り、更にB面の最後の溝の部分（ランアウト・グルーヴ）には駕籠者の掛け声が収録され無限ループするような編集がされていた。「NIAGARA CD BOOK I」収録のCDでは風呂のSEの後15秒間の無音を挟み、その後掛け声が12回繰り返される編集がされている。

## クレジット
| - "Let's Ondo Again" - ナイアガラ・フォーリング・スターズ - (Originally titled "多羅尾伴内楽団Vol. III") |
| |
| 一. 峠の早駕篭 / 多羅尾伴内楽團 第一巻                                                                   |
| 作曲：海沼実 編曲：多羅尾伴内                                                                            |
| |
| ＜登場人物＞                                                                                             |

| 捨ー流   |  | 駒沢裕城   |
| 北"ー    |  | 村松邦男   |
| 秘阿野   |  | 上田雅人   |
| 辺巣・一 |  | 六川正彦   |
| 辺巣・二 |  | 光永巌     |
| 鑼六     |  | 井ノ浦英雄 |

| |
| - ＜駕籠屋＞ - 権三 - マー坊 - 助十 - ガン                                                                                      |
| |
| - ＜破滑小＞ - スリッパ・マコ - マラカス・ヒゲ - メリー・鍋 - タンバリン・クニヲ                                                |
| |
| - ＜効果音＞ - 駒沢千兵衛 - クシャミ・ネコ (人間) - グッピー - エッグマン・ヒネ - Pさん - トリオ・ザ・チャック - クラウン・バン |
| |
| 2. 337秒間世界一周 (Steel 'Round The World) / 演奏：駒沢裕城と世界一周パック団                                                  |
| 作曲：大瀧詠一 編曲：多羅尾伴内                                                                                                 |
| |
| - Guitar：村松 E.Piano：メリー・上田 Bass：六川 - Drums：井ノ浦 Steel：駒沢 (the man!)                                          |
| |

| - 〔特別出演〕 - Crazy Moutain Indians (他国者) |  | |
| - 満足追求 転石合唱団 - チチブ・インマグロ - ジョニー・ハイハット - 怪人 ブレス・マン - 降下搾州雇雑駆隊 - ヒューイ・井上 - 権三と助十 - パップン・金田一 - ナイアガラ社中 - メレンゲ・スクランブラーズ - 疲労日ノ夜 披頭団 - 沈南部 牛追男 - テケテケ・エレキマン - 大正琴研究員・石畑瑞穂 - 名月赤坂虚無僧 - 似柄離違 裏井戸 - 電話ボックス社・湯島竜之進 - 特選 B米 (赤ちゃん用) |  | - チロリアン・ダンス研究会 - びんぼう 布谷 - ボゴチカ 文夫 - 水戸大漁納豆青年団十三円の会 - 地魅変 - 新南部牛 - (登場順) |

| |
| 3. 空飛ぶカナヅチ君 / 唄) 宿霧 "Borris" 十軒                                                                   |
| 作詞 · 作曲) 大瀧詠一                                                                                          |
| |
| - Steel：駒沢 Guitar：村松 E.P：井上鑑 - Bass：金田一昌吾 Dr.：高崎静雄 - Synthe.：松武秀樹                    |
| |
| 4. 烏賊酢是!此乃鯉                                                                                             |
| - <Voccal> - Each Ohtaki - 作詞 · 作曲 · 編曲 - 多羅尾 "Elvis" 伴内                                            |
| |
| - Gt.：村松 Steel：駒沢 Pno：井上 - Bass：金田一 Wood Bass.：unknown - Dr.：高崎 - Cho：冗談ぢゃねやーず Part2 |
| |
| 五. アンアン小唄 / 山形かゑるこ                                                                                |
| 作詞：伊藤アキラ                                                                                               |
| 作曲：大瀧詠一                                                                                                 |
| 編曲：矢野誠                                                                                                   |
| |
| 吉他 村松 |
| 鋼鉄 駒沢 |
| 鋼琴 岡田徹 |
| 基地 金田一 |
| 洋鼓 宗台春男                                                                                                  |
| 狐雅 キムチ木村                                                                                                |
| 三味線 本庄秀太郎                                                                                              |
| 新畝彩作 矢野                                                                                                  |

| 合の手 | - アン・アンガールズ - & ノン・ノンボーイズ |

| |
| 6. ピンク・レディ (讃歌) / モンスター |
| 作詞 · 作曲 · 編曲：多羅尾伴内 |
| |
| - Strings & Horn Arr.：井上鑑 - Dr.：宗台 Bass：金田一 Pno.：井上 - Gt.：村松 Steel：駒沢 E.P：岡田 Per.：キムチ                                                                                            |
| |
| 七. ハンド・クラッピン音頭 / イーハトーヴ・田五三九 (ゲスト) 星セント・ルイス |
| 作詞 · 作曲 · 編曲：大瀧詠一 管楽器 · 編曲：矢野誠 |
| |
| 犠多 · 村松 / 盗塁 · 駒沢 / 偉皮 · 岡田 / 泌彼ノ · 井上 / 塁 · 金田一 / ハネ満 · 宗台 / 父痴気 · キムチ / おはやし · 拍手 おはやしねえさんず · 猫原 · 犬太郎 · イチ · ボン · マー坊パート2 · セント・ルイス |
| |
| 八. 禁煙音頭 / 竜ヶ崎宇童 |
| - 改詞：大瀧詠一 作曲：宇崎竜童 - 編曲：多羅尾伴内 |
| |
| - A･G：コマコ & クニヲ - Gt.：村松 Steel：駒沢 - E･P：岡田 Pno：井上 - Bass：金田一 Dr.：宗台 - Conga：キムチ - (ロンダ・コーラス) - 山下達郎 宿霧十軒 - 東郷昌和 小出博志                                  |
| |
| 九. 呆阿津怒哀声音頭 |

| 作詞・曲： |  | 礼茶亜留守 編曲 多羅尾伴内         |
| 唄：       |  | 蘭越ジミーとオシャマンベ・キャッツ |

| |
| 具板ー · 村松 / 江礼日゜ · 佐藤博 / 火蛙野 · 岡田 / 兵守 · 金田一 / 虎゛夢 · 上原裕 · 宗台 / 父知己 · キムチ&コマコ / 進施 · 矢野 / 樽 · 苦労沸大滝 |
| |
| 10. Let's Ondo Again / アミーゴ布谷 |
| Inspiration : 論寒芸男，Yokohama |
| 作詞 大瀧詠一 作曲 D.Appe 編曲 多羅尾伴内 |
| |
| - Gt.：村松 Steel：駒沢 Clavi.：岡田 - Pno：井上 Bass：金田一 Dr.：宗台 - Chanchiki：キムチ Bells：ネコ．テラ．イチ．小泉 - 三味線：本庄秀太郎社中 - Brass：早朝軍艦マルセーユ団 - B.B Scoring：井上 Strings Arr.：矢野 - Cho.：ブレッスン・フォー おはやし：新津幸子社中 |

### レコーディング
| 録音             | : | 有声破裂子音録音所        |                           | 目黒                      |
|                  |   | 四五 録音所               |                           | 福生                      |
| 技術者           | : | 後藤博 (古論美亜)         | 後藤博 (古論美亜)         | 後藤博 (古論美亜)         |
| 混音             | : | 自由解放 録音所 新大久保  | 自由解放 録音所 新大久保  | 自由解放 録音所 新大久保  |
| 技術者           | : | 笛吹銅次 (微亜柄)         | 笛吹銅次 (微亜柄)         | 笛吹銅次 (微亜柄)         |
| 助力者           | : | 伴野 (自由)               | 伴野 (自由)               | 伴野 (自由)               |
| 刻盤             | : | 時枝一博 (名月赤坂切刻所) | 時枝一博 (名月赤坂切刻所) | 時枝一博 (名月赤坂切刻所) |
| 製作             | : | 大瀧詠一 (名月微亜柄)     | 大瀧詠一 (名月微亜柄)     | 大瀧詠一 (名月微亜柄)     |
| 昭和五十三年九月 |   |                           |                           |                           |

### スタッフ
- PRODUCED BY EIICHI OHTAKI
- PHOTOGRAPHY BY JYOJI IDE
- DESIGNED BY YASUSHI NAKAYAMA (R.Y.S.)

## CD選書シリーズ

### 解説
1996年3月24日に『GO! GO! NIAGARA』、『NIAGARA CALENDAR』、『SNOW TIME』とともにオリジナル・マスターおよび、コロムビア盤では阿久悠からの許可が下りず未収録だった「河原の石川五右衛門」とボーナス・トラック付きでCD化された。
ピーター・バラカンがライナーノーツを寄稿しており、「日本の音楽で一番好きなアルバム」とコメントしている。

### 収録曲
1. 峠の早駕籠 / 多羅尾伴内楽團  –  (1:36)
2. 337秒間世界一周 / 多羅尾伴内楽團  –  (5:39)
3. 空飛ぶカナヅチ君 / 宿霧十軒  –  (2:42)
4. 烏賊酢是!此乃鯉 / イーチ大滝  –  (2:15)
5. アン・アン小唄 / 山形かゑる子  –  (3:11)
6. ピンク・レディー / モンスター  –  (2:44)
7. 河原の石川五右衛門 / オシャマンベ・キャッツ  –  (3:21)
  - 作詞：阿久悠 / 替え歌：大瀧詠一 / 作曲：都倉俊一 / 編曲：多羅尾伴内

ピンク・レディーのヒット曲「渚のシンドバッド」の替え歌であるが、途中「S・O・S」「ウォンテッド (指名手配)」「カルメン'77」の一部も引用されている。ピンク・レディーのヒット曲「渚のシンドバッド」の元詞を活かしながら安土桃山時代に実在した盗賊石川五右衛門の盗みの早業をコミカルに歌詞に落とし込み、見事な替え詞にしている。三味線や鉦が入る等純邦楽の風味を加えている。オリジナル盤では許可が下りず未収録で歌詞のみがライナーノーツに掲載されていた（曲名の表記は「河原のIxicavagoyemon」）。許可が下りていたらシングルとして出す予定だった。2009年にピンク・レディーの未唯mieと渡り廊下走り隊が「簪（かんざし）」名義で、阿久のトリビュート・アルバム『Bad Friends』でカバーしている。
8. ハンド・クラッピング音頭 / イーハトブ田五三九  –  (4:22)
9. 禁煙音頭 / 竜ヶ崎宇童  –  (2:52)
10. 呆阿津怒哀声音頭 / 蘭越ジミー  –  (6:35)
11. Let's Ondo Again / アミーゴ布谷  –  (4:52)
オリジナル盤で演奏終了後に入っていた風呂から上がる音はカットされている。
<BONUS TRACK>
12. Let's Ondo Again ('81 MIX) / アミーゴ布谷  –  (5:04)
『NIAGARA FALL STARS』に収録されていた、イントロの楽器構成の異なるリミックス・バージョン。演奏終了後に風呂から上がる音はこちらに収録されている。

## リリース履歴
| # | 発売日         | リリース                                    | 規格                   | 品番                         | 備考 |
| - | -------------- | ------------------------------------------- | ---------------------- | ---------------------------- | --- |
| 1 | 1978年11月25日 | ナイアガラ ⁄ コロムビア                     | LP                     | LX-7054-E (NGLP-521, 522-TB) | - 「河原の石川五右衛門」未収録。 |
| 2 | 1984年4月1日   | ナイアガラ ⁄ CBSソニー                      | LP                     | 98AH 1705 (NGLP-521, 522-TB) | - 『NIAGARA BLACK VOX』(5LP:98AH 1701∼5)の中の一枚、「河原の石川五右衛門」が収録される。オリジナル・マスターをデジタルに起こして全編にエコーをかけたものになっているが、リミックスにさしかわった曲もある。                                    |
| 3 | 1987年6月21日  | ナイアガラ ⁄ CBSソニー                      | CD                     | 00DH 604 (NGCD-19-OM)        | - 『LET'S ONDO AGAIN SPECIAL』 - 『NIAGARA BLACK BOOK』(4CD:00DH 601∼4)の中の一枚、『LET'S ONDO AGAIN』より6曲（ただし別ミックスまたは別ヴァージョン）にノヴェルティ・ソングの提供曲など未発表を含む9曲を加えた新編集・新構成のスペシャル版。 |
| 4 | 1987年6月21日  | ナイアガラ ⁄ CBSソニー                      | CD                     | 32DH 704 (NGCD-19-OM)        | - 『LET'S ONDO AGAIN SPECIAL』 - 『NIAGARA BLACK BOOK』からの単独発売。00DH 604と品番違いの同内容のもの。 |
| 5 | 1996年3月21日  | ナイアガラ ⁄ ソニー                         | CD                     | SRCL 3502 (NGCD-11-TB)       | - コロムビア盤未収録の「河原の石川五右衛門」が本来入るべきところに収録される。オリジナル・マスター初CD化、ボーナス・トラック1曲追加。レーベルが赤になる。                                                                                     |
| 6 | 2011年3月21日  | ナイアガラ / ソニー・ミュージックレーベルズ | CD                     | SRCL 7505                    | - 『NIAGARA CD BOOK I』(12CD:SRCL 7500∼11)の中の一枚、コロムビア盤に準拠した内容となり、「河原の石川五右衛門」未収録。新規リマスター音源。 |
| 7 | 2014年3月19日  | ナイアガラ / ソニー・ミュージックレーベルズ | デジタル・ダウンロード | –                            | 通常音質（全10曲：AAC 128/320kbps） |